# Synagogue de Dózsa György út
La Synagogue de Dózsa György út (en hongrois : Dózsa György úti zsinagóga) est une synagogue située dans le quartier d'Angyalföld, dans le 13e arrondissement de Budapest.
Construite en 1909 à l'initiative de la communauté juive d'Angyalföld sur l'ancienne Aréna út sur les plans de Lipót Baumhorn, elle sert de hangar après la Seconde Guerre mondiale puis de salle d'entraînement du club sportif Budapesti Honvéd Sportegyesület. Elle est toujours occupée par une salle d'escrime. Durant les années d'après-guerre, les fidèles appauvris se réunissent dans une petite synagogue située derrière la grande bâtisse.